# Ralf Krewinkel
Ralf Karel Hubert Krewinkel (ur. 12 listopada 1974 w Kerkrade) – holenderski polityk, w latach 2011–2015 burmistrz Beek, od 2015 burmistrz Heerlenu.